# Metipocregyes rondoni
Metipocregyes rondoni är en skalbaggsart som beskrevs av Stefan von Breuning 1965. Metipocregyes rondoni ingår i släktet Metipocregyes och familjen långhorningar.
Artens utbredningsområde är Laos. Inga underarter finns listade i Catalogue of Life.